# Punta Facpi
Punta Facpi (en inglés: Facpi Point) es un promontorio en el suroeste de la isla de Guam, un territorio de Estados Unidos en el océano Pacífico. Se encuentra a tres kilómetros al oeste del monte Lamlam, y a cinco kilómetros al norte de la localidad de Umatac. La punta está bajo protección ya que es catalogada como un monumento natural nacional.